# Lardjem
Lardjem (în arabă الارجم) este o comună din provincia Tissemsilt, Algeria.
Populația comunei este de 25.217 locuitori (2008).